# Cauroy-lès-Hermonville
Cauroy-lès-Hermonville [koʁwa lɛ ɛʁmɔ̃vil] est une commune française, appartenant à la communauté urbaine du Grand Reims, située dans le département de la Marne en région Grand Est. Elle est traversée par la route touristique du Champagne et fait partie du Massif de Saint Thierry.

## Géographie
Le village de Cauroy-lès-Hermonville est situé au sud du territoire communal, dans le nord-ouest de la Marne. Il est surplombé par des vignes du vignoble de Champagne. La commune est arrosée par plusieurs cours d'eau. Au nord-est s'écoule la Loivre, parallèlement au canal de l'Aisne à la Marne. C'est dans le lit de cette rivière que se trouve le point le moins élevé de Cauroy-lès-Hermonville, à 62 m d'altitude, au lieu-dit le Godat. Au sud du village passe le ruisseau de Rabassa, affluent de la Loivre. Il sert de frontière avec la commune d'Hermonville. En allant vers l'ouest l'altitude est plus élevée : elle s'approche des 190 m au « Mont Chatté » et atteint 218 m au lieu-dit la Montagne, près de l'ancienne Ferme de Bellevue. Cette partie du territoire est boisée.
Cauroy-lès-Hermonville est traversé par la route départementale 530 (RD530) entre Cormicy (au nord) et Hermonville (au sud). La RD530E relie le village à la route départementale 944 (ancienne RN44). L'est de la commune est desservi par l'autoroute A26 (« l'autoroute des Anglais »). Les aires de repos de Cauroy et de Loivre se trouvent sur le territoire communal.
|             | Cormicy                | Berméricourt |
|             | Cauroy-lès-Hermonville |              |
| Bouvancourt | Hermonville            | Loivre       |

### Hydrographie

#### Réseau hydrographique
La commune est dans la région hydrographique « la Seine du confluent de l'Oise (inclus) à l'embouchure » au sein du bassin Seine-Normandie. Elle est drainée par le canal de la Marne à l Aisne, la Loivre et le ruisseau de Rabassa,.
Depuis 1866, le canal de l'Aisne à la Marne reliant Berry-au-Bac à Condé-sur-Marne permet à Reims d'avoir un accès à la Marne à partir des canaux de l'Aisne. Construit à partir du 9 mars 1842, ce canal à bief de partage possède une longueur de 58 km et a permis, lorsque cette voie maritime a été reliée en 1861 par le canal de la Marne au Rhin, de former une grande ligne de navigation qui permit de relier Strasbourg à Lille en passant par le Rhin. Il est mis au gabarit Freycinet entre 1878 et 1883,.
La Loivre, d'une longueur de 10 km, prend sa source dans la commune de Loivre et se jette  dans l'Aisne à Berry-au-Bac, après avoir traversé quatre communes.

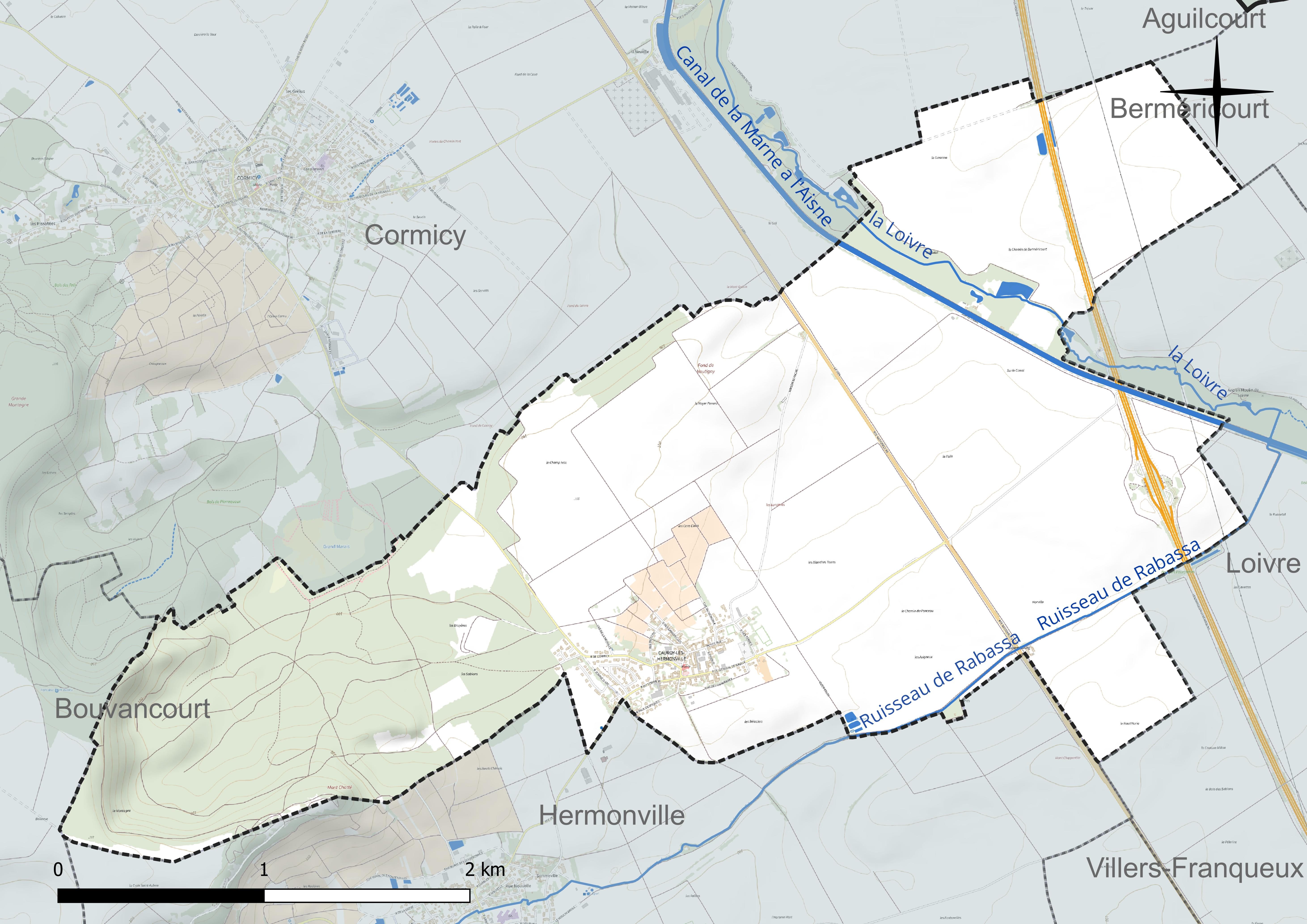
Réseau hydrographique de Cauroy-lès-Hermonville.

#### Gestion et qualité des eaux
Le territoire communal est couvert par le schéma d'aménagement et de gestion des eaux (SAGE) « Aisne Vesle Suippe ». Ce document de planification, dont le territoire s’étend sur 3 096 km2 répartis sur trois départements (Aisne, Marne et Ardennes) et deux régions (Champagne-Ardenne et Picardie), a été approuvé le 16 décembre 2013. La structure porteuse de l'élaboration et de la mise en œuvre est le Syndicat d’aménagement des bassins Aisne Vesle Suippe (SIABAVES).
La qualité des cours d’eau peut être consultée sur un site dédié géré par les agences de l’eau et l’Agence française pour la biodiversité.

### Climat
Pour des articles plus généraux, voir Climat du Grand Est et Climat de la Marne.
En 2010, le climat de la commune est de type climat océanique dégradé des plaines du Centre et du Nord, selon une étude du Centre national de la recherche scientifique s'appuyant sur une série de données couvrant la période 1971-2000. En 2020, Météo-France publie une typologie des climats de la France métropolitaine dans laquelle la commune est exposée à un climat océanique altéré et est dans la région climatique  Nord-est du bassin Parisien, caractérisée par un ensoleillement médiocre, une pluviométrie moyenne régulièrement répartie au cours de l’année et un hiver froid (3 °C).
Pour la période 1971-2000, la température annuelle moyenne est de 10,6 °C, avec une amplitude thermique annuelle de 16 °C. Le cumul annuel moyen de précipitations est de 730 mm, avec 11,2 jours de précipitations en janvier et 8,2 jours en juillet. Pour la période 1991-2020, la température moyenne annuelle observée sur la station météorologique de Météo-France la plus proche, « Chambrecy-Civc », sur la commune de Chambrecy à 20 km à vol d'oiseau, est de 10,7 °C et le cumul annuel moyen de précipitations est de 734,0 mm. 
La température maximale relevée sur cette station est de 40,3 °C, atteinte le 25 juillet 2019 ; la température minimale est de −22,1 °C, atteinte le 17 janvier 1985,,.
Les paramètres climatiques de la commune ont été estimés pour le milieu du siècle (2041-2070) selon différents scénarios d'émission de gaz à effet de serre à partir des nouvelles projections climatiques de référence DRIAS-2020. Ils sont consultables sur un site dédié publié par Météo-France en novembre 2022.

## Urbanisme

### Typologie
Au 1er janvier 2024, Cauroy-lès-Hermonville est catégorisée bourg rural, selon la nouvelle grille communale de densité à sept niveaux définie par l'Insee en 2022.
Elle est située hors unité urbaine. Par ailleurs la commune fait partie de l'aire d'attraction de Reims, dont elle est une commune de la couronne,. Cette aire, qui regroupe 294 communes, est catégorisée dans les aires de 200 000 à moins de 700 000 habitants,.

### Occupation des sols
L'occupation des sols de la commune, telle qu'elle ressort de la base de données européenne d’occupation biophysique des sols Corine Land Cover (CLC), est marquée par l'importance des territoires agricoles (73,4 % en 2018), une proportion identique à celle de 1990 (73,4 %). La répartition détaillée en 2018 est la suivante : 
terres arables (70,6 %), forêts (24 %), cultures permanentes (2,7 %), zones urbanisées (2,4 %), zones humides intérieures (0,2 %). L'évolution de l’occupation des sols de la commune et de ses infrastructures peut être observée sur les différentes représentations cartographiques du territoire : la carte de Cassini (XVIIIe siècle), la carte d'état-major (1820-1866) et les cartes ou photos aériennes de l'IGN pour la période actuelle (1950 à aujourd'hui).

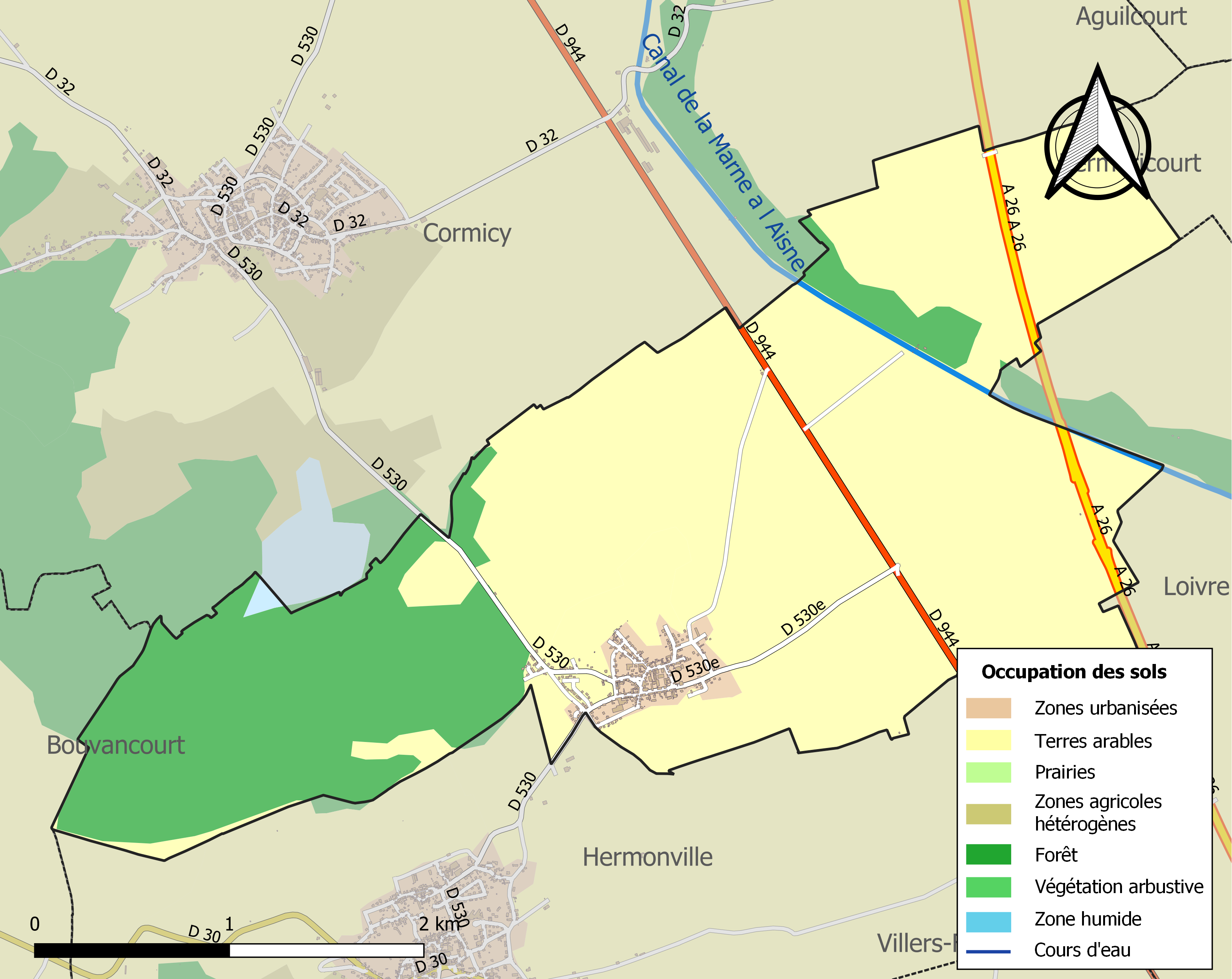
Carte des infrastructures et de l'occupation des sols de la commune en 2018 (CLC).

## Toponymie
Le nom de la localité est attesté sous les formes Colridus (vers 948) ; Libera ville Sancte Marie (1124) ; Colroi (1156) ; Correium (1168) ; Chorroi (1177) ; Coriletum (1209) ; Coruletum (1225) ; Cauretum (1256) ; Caurretum (1262) ; Couretum prope villam nostram de Courmissiaco (1280) ; Caurretum juxta Courmissiacum (1284) ; Caurroi (1328) ; Corroi (1352) ; Caurroy (1358) ; Cauroy delez Hermonville (commencement du XIVe siècle) ; Cauroy lez Harmonville (1556) ; Caurois (1622) ; Cauroy-lez-Hermonville.

De l'oïl picard caurroi, « plantation de coudriers », de l'oïl caure et du suffixe collectif -oi (latin -etum).
La préposition « lès » permet de signifier la proximité d'un lieu géographique par rapport à un autre lieu. En règle générale, il s'agit d'une localité qui tient à se situer par rapport à une ville voisine plus grande. La commune de Cauroy indique qu'elle se situe près de Hermonville.

## Histoire
Jeanne d'Arc venant de Reims après le sacre de Charles VII le 17 juillet et allant à Corbeny le 22, y a fait une halte le 21 juillet 1429 (Plaque souvenir posée à l'occasion du 5ème centenaire en 1929 mentionnant qu'elle y a séjourné)
La commune est décorée de la Croix de guerre 1914-1918 le 1er octobre 1920.

## Politique et administration

### Circonscriptions administratives
Lors de sa création, la commune de Cauroy intègre le canton de Cormicy. En 1801, elle rejoint le canton de Bourgogne dans l'arrondissement de Reims.

### Intercommunalité
La commune, antérieurement membre de la Communauté de communes de la Petite Montagne, puis de la communauté de communes du Nord Champenois, est aujourd'hui une commune membre du Grand Reims. Elle fait partie du pôle Nord Champenois du Grand Reims, comprenant par exemple les communes de Cormicy, Hermonville, Courcy, etc.

### Liste des maires
| Période        | Période                     | Identité                         | Étiquette | Qualité                                                                             |
| -------------- | --------------------------- | -------------------------------- | --------- | ----------------------------------------------------------------------------------- |
| 1792           | 1793                        | Louis Charles Passelet           |           |                                                                                     |
| 1794           | 1795                        | Pierre Joseph Chopiton           |           |                                                                                     |
| 1796           | 1797                        | Nicolas Culloteau                |           |                                                                                     |
| 1797           | 1799                        | Jean Baptiste Malot              |           |                                                                                     |
| 1799           | 1800                        | Thimotée Etienne Chasse          |           |                                                                                     |
| 1800           | 1800                        | Jean Baptiste Malot              |           |                                                                                     |
| 1800           | 1807                        | Pierre Joseph Lapy               |           |                                                                                     |
| 1808           | 1814                        | Malot                            |           |                                                                                     |
| 1814           | 1826                        | Malot                            |           |                                                                                     |
| 1827           | 1831                        | Jean Baptiste Malot Lapy         |           |                                                                                     |
| 1831           | 1837                        | Jean Baptiste Malot Grassiere    |           |                                                                                     |
| 1837           | 1841                        | Thomas « Dominique » Bracquemart |           |                                                                                     |
| 1842           | 1842                        | Jean Baptiste Martinet           |           | Maire par intérim                                                                   |
| 1843           | mai 1860                    | Jean Nicolas Vuiart              |           |                                                                                     |
| mai 1860       | mai 1877                    | Jean Baptiste Malot Loillier     |           |                                                                                     |
| mai 1877       | mai 1886                    | Jean Remy Gouverneur             |           |                                                                                     |
| mai 1886       | mai 1894                    | Jules Malot                      |           |                                                                                     |
| mai 1894       | mai 1900                    | Jean-Louis Poncelet              |           |                                                                                     |
| mai 1900       | mai 1906                    | Jules Malot                      |           |                                                                                     |
| mai 1906       | mai 1912                    | Léoni Laurent                    |           |                                                                                     |
| mai 1912       | août 1921                   | Georges Delagarde                |           |                                                                                     |
| août 1921      | mars 1943                   | Louis Poncelet                   |           |                                                                                     |
| septembre 1943 | novembre 1944               | Louis Butelle                    |           | Maire par intérim                                                                   |
| novembre 1944  | mai 1945                    | André Maltot                     |           | Faisant fonction                                                                    |
| mai 1945       | mars 1959                   | Joseph Vernet                    |           |                                                                                     |
| mars 1959      | mars 1965                   | Louis Butelle                    |           |                                                                                     |
| mars 1965      | mars 1971                   | Robert Desuage                   |           |                                                                                     |
| mars 1971      | mars 2001                   | Maurice Mouny                    |           |                                                                                     |
| mars 2001      | En cours (au 28 avril 2020) | Guy Lecomte                      |           | Président de la CC de la Petite Montagne ( ? → 2016) Réélu pour le mandat 2020-2026 |

## Population et société

### Démographie
Les habitants de la commune sont les Colridiens et les Colridiennes.
L'évolution du nombre d'habitants est connue à travers les recensements de la population effectués dans la commune depuis 1793. Pour les communes de moins de 10 000 habitants, une enquête de recensement portant sur toute la population est réalisée tous les cinq ans, les populations de référence des années intermédiaires étant quant à elles estimées par interpolation ou extrapolation. Pour la commune, le premier recensement exhaustif entrant dans le cadre du nouveau dispositif a été réalisé en 2008.

En 2022, la commune comptait 504 habitants, en évolution de +0,2 % par rapport à 2016 (Marne : −1,19 %, France hors Mayotte : +2,11 %).
| 1793 | 1800 | 1806 | 1821 | 1831 | 1836 | 1841 | 1846 | 1851 |
| ---- | ---- | ---- | ---- | ---- | ---- | ---- | ---- | ---- |
| 492  | 473  | 510  | 526  | 509  | 485  | 500  | 516  | 502  |

| 1856 | 1861 | 1866 | 1872 | 1876 | 1881 | 1886 | 1891 | 1896 |
| ---- | ---- | ---- | ---- | ---- | ---- | ---- | ---- | ---- |
| 488  | 416  | 466  | 407  | 387  | 340  | 351  | 330  | 353  |

| 1901 | 1906 | 1911 | 1921 | 1926 | 1931 | 1936 | 1946 | 1954 |
| ---- | ---- | ---- | ---- | ---- | ---- | ---- | ---- | ---- |
| 327  | 307  | 304  | 288  | 247  | 250  | 233  | 239  | 261  |

| 1962 | 1968 | 1975 | 1982 | 1990 | 1999 | 2006 | 2008 | 2013 |
| ---- | ---- | ---- | ---- | ---- | ---- | ---- | ---- | ---- |
| 211  | 240  | 224  | 296  | 327  | 372  | 450  | 473  | 502  |

| 2018 | 2022 | - | - | - | - | - | - | - |
| ---- | ---- | - | - | - | - | - | - | - |
| 479  | 504  | - | - | - | - | - | - | - |

## Culture et patrimoine

### Lieux et monuments
- L'église Notre-Dame-et-Saint-Nicaise fait l'objet d'un classement au titre des monuments historiques depuis 1862[28]. Elle remonte aux XIIe et XIIIe siècles[29]. La nef de l'église est lambrissée et romane. Son porche champenois est le plus ancien de la région.
- Le monument aux morts de la Première Guerre mondiale est une réalisation en calcaire des architectes H. et G. Tortrat, notamment grâce à un don de Favetto-Bon[30]. Il est inauguré le 4 octobre 1925[29]?

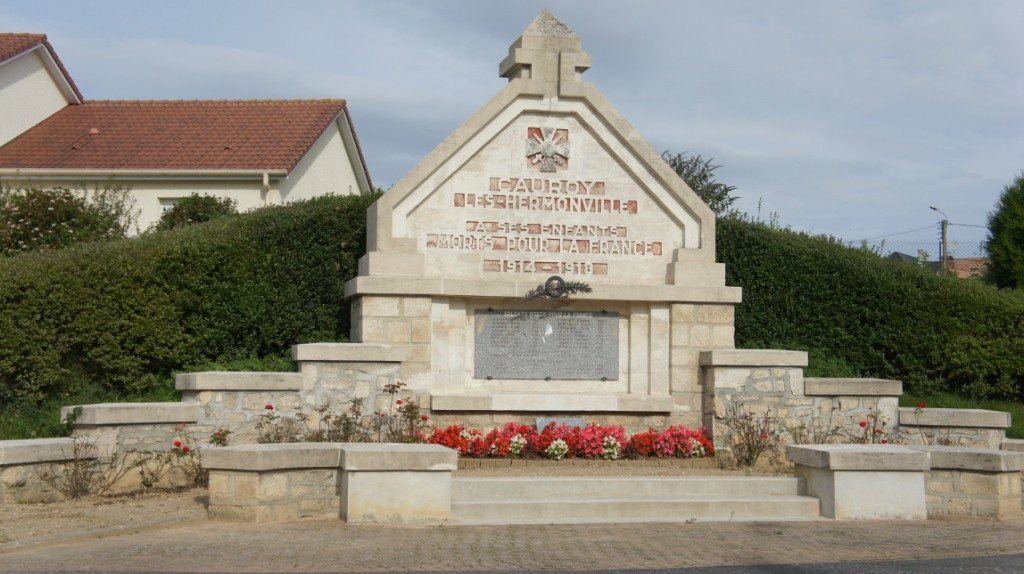
Le monument aux morts.
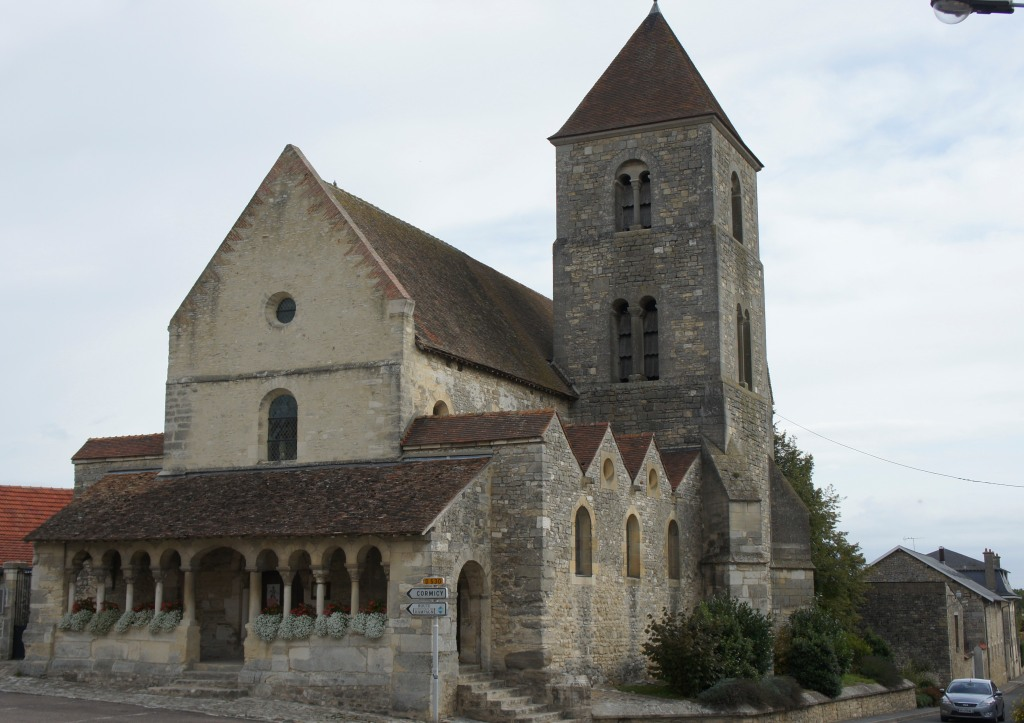
L'église Notre-Dame-et-Saint-Nicaise.
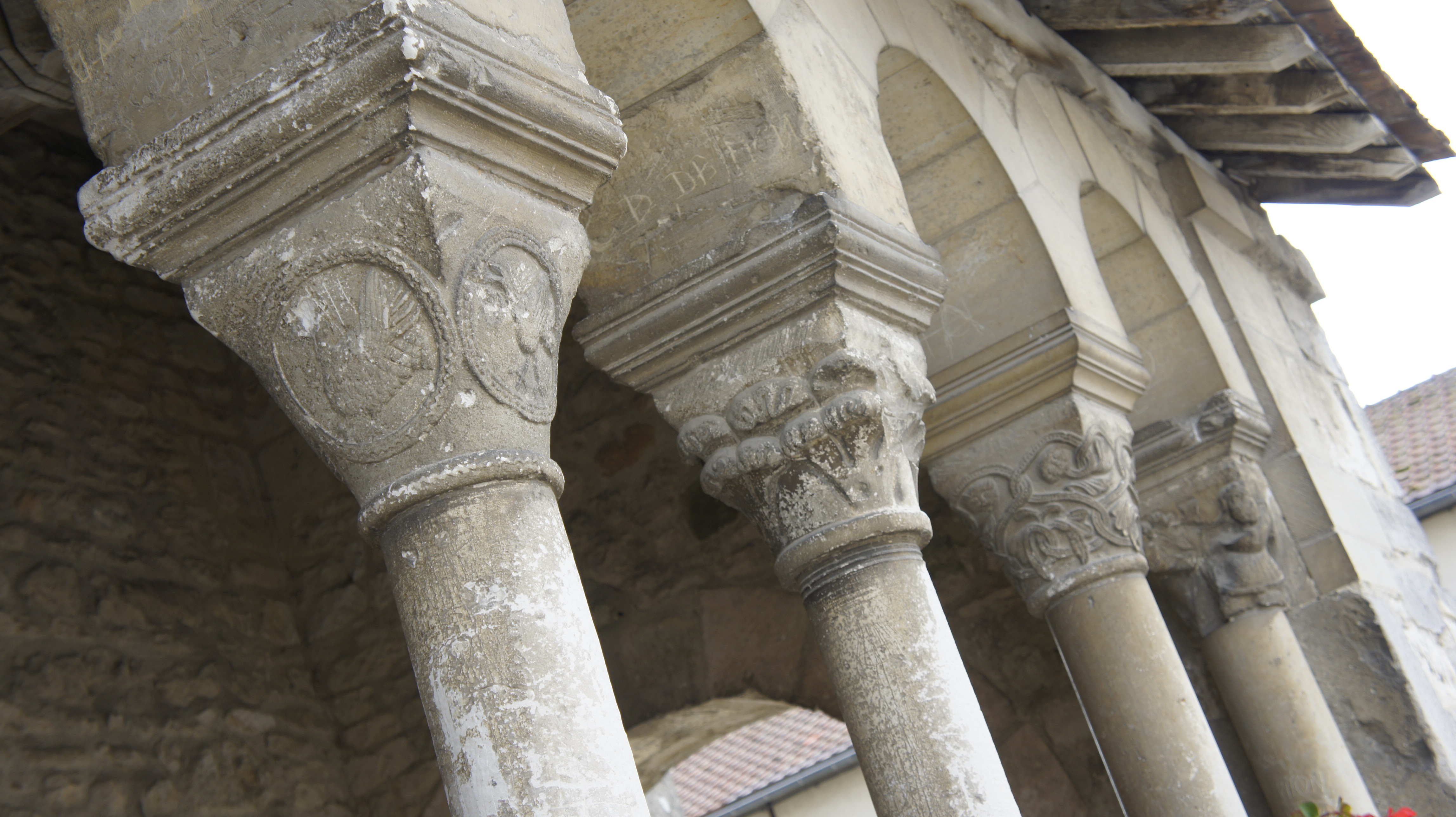
Les chapiteaux du porche de l'église.

### Personnalités liées à la commune
- Roland Dorgelès, écrivain qui séjourna dans le Moulin Culdaut entre 1914 et 1917. Il y écrivit une partie de son livre Les Croix de Bois.

### Héraldique
| Blason de Cauroy-lès-Hermonville | Blason  | Parti d'argent et d'or, à une branche de noisetier de sinople posée en barre et brochant ; au chef potencé d'azur chargé d'un clocheton isolé d'argent adextré d'une grappe de raisin de pourpre tigée et feuillée de sinople et senestré d'un épi de blé tigé et feuillé d'or. Ornements extérieursCroix de guerre 1914-1918 |
| Blason de Cauroy-lès-Hermonville | Détails | Le statut officiel du blason reste à déterminer. |